# Île Sin Cowe
L'île Sin Cowe (en vietnamien Đảo Sinh Tồn), est une île située, dans le banc de l'Union, dans les îles Spratleys en mer de Chine méridionale. Elle est contrôlée par le Viêt Nam depuis 1974, mais est revendiquée par les Philippines, la Chine et Taïwan. 